# Бициклизам на Летњим олимпијским играма 1896 — друмска трка за мушкарце
Индивидуална друмска бициклистичка трка на Олимпијским играма 1896. у Атини одржана је 12. априла на релацији од Атина до Маратона и назад. Дужина стазе је изнпсила 87 километара. Учествовало је седам бициклиста из три земље. 

## Земље учеснице
- Немачко царство (1)
- Уједињено Краљевство (1)
- Грчка {5}

## Пласман и резултати
| Место | Бициклиста               | Држава               | Резултат |
| ----- | ------------------------ | -------------------- | -------- |
|       | Аристидис Контантинидис  | Грчка                | 3:22:31  |
|       | Аугуст фон Гедрих        | Немачко царство      | 3:42:18  |
|       | Едвард Бател             | Уједињено Краљевство | Непознат |
| 4-7   | Јоргос Аспиотис          | Грчка                | Непознат |
| 4-7   | Miltiades Iatrou         | Грчка                | Непознат |
| 4-7   | Константинос Константину | Грчка                | Непознат |
| 4-7   | Јоргос Параскевопулос    | Грчка                | Непознат |

Трка је почела у 12:00. Први је у Маратон стигао Аристидис Константинидис у 13:15. После неког времена појавио се и Аугуст фон Гедрих. На повратку Костаннтинис је пао и поломио бицикл, који је одмах заменио, али га то није спречило да стигне први. После 20 минута стигао је и Гедрих. Едвард Бател је такође пао и због тога је освојио треће место.